# Джино (рэпер)
Джино (настоящее имя — Никита Кириллович Островский; 18 сентября 1985, Москва, СССР — 4 октября 2023, Москва, Россия) — российский рэпер. Создатель и участник рэп-группы «1000 слов».

## Биография
Родился 18 сентября 1982 года в Москве. Обучался по специальности  «Менеджмент в телевидении и радиовещании», но не окончил данное высшее образование.
Островский рос меломаном в музыке. В возрасте 13 лет, вместе с другом под псевдонимом «Dale» создаёт рэп-группу «1000 слов», в которую также вступает Саша РКП, но позже Dale покидает музыкальный коллектив, а за ним и РКП, в итоге, в коллективе остаётся лишь Джино.
В своё время Островский попробовал себя в качестве актёра и снялся в телесериале «Простые истины», сыграв роль ученика 10 и 11 «Б» класса Матвея Сосновского во второй и третьей части телесериала. Также Островский пробовал себя в качестве ведущего программы «Битва за респект» на телеканале Муз-ТВ.
В 2007 году у группы CENTR при участии Басты выходит совместный трек «Город дорог», в котором рэпер Гуф посвящает строчку в честь уважения рэперу Джино, где читает такую строчку: «Над головой ни облачка, в плеере 1000 слов. Дома ждёт девочка и это походу любовь...». У Островского также вышло два альбома, в 2017 году выпустил альбом под названием «Б*ядский цирк» (EP), в 2019 году выпустил полноценный альбом «Монголия». Много сотрудничал с различными рэперами, выпустил с Гуфом трек «Наверняка», с  группой Centr трек «Нюни», с Oxxxymiron'om трек «Под дождём» и с многими другими.
Ушёл из жизни 4 октября 2023 года в возрасте 41 года в Москве. Причиной смерти стала острая сердечная недостаточность вызванная простудой.
После смерти Островского, оказалось, что рэпер оставил после себя много треков, которые начали постепенно публиковаться в сети интернет. Портал The Flow опубликовал новость о том, что вышел посмертный трек «ВНВ», спустя пару дней выяснилось, что вышел посмертный клип на трек «Мимо» с его альбома «Монголия». 19 марта 2024 года появился в сети неизданный и посмертный сборник треков под названием «Делай дело». Также в этом же 2024 году вышел ещё один посмертный альбом под названием «Жизнь идёт». В 2025 году выпускается следующий посмертный альбом «И. Междометие», на котором имеется бонусный трек «Наверняка» (является старым треком при участии Гуфа), но с дополнительным куплетом от Slim'a.

## Оценочные мнения
- Интервьюер Кирилл Бусаренко на The Flow назвал Джино андеграунд-звездой русского рэпа 2000-х[5].
- Альбом Джино «Монголия» был выпущен в 2019 году, а The Flow пишет о том, что его альбом слушатели ждали больше 10 лет. Самого исполнителя назвали обладателем сильного узнаваемого тембра и человека, про которого в русском рэпе 2000-х годов говорили «Он взорв#т». Джино не взорв#л, но остался для нашего хип-хопа культовым персонажем, подметил портал[3].
- Портал Rap.ru считает, что альбом Джино «Монголия» — один из главных долгостроев русского рэпа. Релиз состоялся в 2019 году[30].

## Дискография
- 2017 — «Б*ядский цирк» (EP)[2]
- 2019 — «Монголия»[3][30]
- 2024 — «Делай дело» (сборник неизданных треков, посмертный альбом)[25]
- 2024 — «Жизнь идёт» (посмертный альбом)[27]
- 2025 — «И. Междометие» (посмертный альбом)[28].